# Potamocarcinus chajulensis
Potamocarcinus chajulensis is een krabbensoort uit de familie van de Pseudothelphusidae. De wetenschappelijke naam van de soort is voor het eerst geldig gepubliceerd in 1998 door Alvarez & Villalobos.